# Hacqueville
Hacqueville és un municipi francès situat al departament de l'Eure i a la regió de Normandia. L'any 2007 tenia 460 habitants.

## Demografia

### Població
El 2007 la població de fet de Hacqueville era de 460 persones. Hi havia 160 famílies, de les quals 36 eren unipersonals (16 homes vivint sols i 20 dones vivint soles), 44 parelles sense fills, 72 parelles amb fills i 8 famílies monoparentals amb fills.
La població ha evolucionat segons el següent gràfic:
Habitants censats

### Habitatges
El 2007 hi havia 199 habitatges, 168 eren l'habitatge principal de la família, 22 eren segones residències i 9 estaven desocupats. 194 eren cases i 5 eren apartaments. Dels 168 habitatges principals, 145 estaven ocupats pels seus propietaris i 23 estaven llogats i ocupats pels llogaters; 2 tenien una cambra, 9 en tenien dues, 19 en tenien tres, 50 en tenien quatre i 88 en tenien cinc o més. 129 habitatges disposaven pel capbaix d'una plaça de pàrquing. A 62 habitatges hi havia un automòbil i a 83 n'hi havia dos o més.

### Piràmide de població
La piràmide de població per edats i sexe el 2009 era:
| Homes | Edats   | Dones |
| ----- | ------- | ----- |
| 0     | 95 o +  | 0     |
| 0     | 90 a 94 | 0     |
| 0     | 85 a 89 | 4     |
| 0     | 80 a 84 | 0     |
| 4     | 75 a 79 | 0     |
| 8     | 70 a 74 | 16    |
| 8     | 65 a 69 | 12    |
| 4     | 60 a 64 | 4     |
| 8     | 55 a 59 | 8     |
| 12    | 50 a 54 | 12    |
| 16    | 45 a 49 | 8     |
| 16    | 40 a 44 | 4     |
| 40    | 35 a 39 | 36    |
| 8     | 30 a 34 | 20    |
| 8     | 25 a 29 | 8     |
| 4     | 20 a 24 | 8     |
| 8     | 15 a 19 | 4     |
| 16    | 10 a 14 | 28    |
| 28    | 5 a 9   | 32    |
| 12    | 0 a 4   | 4     |

## Economia
El 2007 la població en edat de treballar era de 303 persones, 241 eren actives i 62 eren inactives. De les 241 persones actives 210 estaven ocupades (122 homes i 88 dones) i 31 estaven aturades (12 homes i 19 dones). De les 62 persones inactives 15 estaven jubilades, 28 estaven estudiant i 19 estaven classificades com a «altres inactius».

### Ingressos
El 2009 a Hacqueville hi havia 170 unitats fiscals que integraven 468 persones, la mediana anual d'ingressos fiscals per persona era de 18.885 €.

### Activitats econòmiques
Dels 11 establiments que hi havia el 2007, 1 era d'una empresa de fabricació d'altres productes industrials, 1 d'una empresa de construcció, 4 d'empreses de comerç i reparació d'automòbils, 1 d'una empresa de transport, 1 d'una empresa d'hostatgeria i restauració, 1 d'una empresa de serveis, 1 d'una entitat de l'administració pública i 1 d'una empresa classificada com a «altres activitats de serveis».
Dels 2 establiments de servei als particulars que hi havia el 2009, 1 era un taller de reparació d'automòbils i de material agrícola i 1 paleta.
L'any 2000 a Hacqueville hi havia 8 explotacions agrícoles que ocupaven un total de 588 hectàrees.

## Equipaments sanitaris i escolars
El 2009 hi havia una escola maternal integrada dins d'un grup escolar amb les comunes properes formant una escola dispersa.

## Poblacions més properes
El següent diagrama mostra les poblacions més properes.